# حملة أبوتاموكس
حملة أبوتاموكس هي سلسلة من معارك الحرب الأهلية الأمريكية التي وقعت في الفترة بين 29 مارس-2 أبريل عام 1865 في فيرجينيا، والتي انتهت باستسلام جيش الجنرال روبرت إي.لي الكونفدرالي في فيرجينيا الشمالية لصالح قوات جيش الاتحاد (جيش بوتوماك، جيش جيمس وجيش شيناندواه) تحت القيادة العامة للجنرال أوليسيس إس.غرانت، ليمثل ذلك النهاية الفعلية للحرب.
مع انتهاء حملة ريتشموند-بطرسبرغ (المعروفة أيضًا باسم حصار بطرسبرغ)، كان جيش لي أقل عددًا ومنهكًا بعد شتاء من حرب الفنادق على جبهة امتدادها نحو 40 ميلًا (64 كم)، والعديد من المعارك و الأمراض والجوع وعمليات الفرار من الخدمة العسكرية. كان جيش غراند المجهز والمغذى جيدًا يزداد قوةً. بتاريخ 29 مارس، 1865، بدأ جيش الاتحاد هجومًا امتد ودمر الدفاعات الكونفدرالية جنوب غرب بطرسبرغ وقطع خطوط الإمداد إلى بطرسبرغ وفيرجينيا، العاصمة الكونفدرالية لريتشموند. عرضت الانتصارات التي حققها جيش الاتحاد في معركة الأشواك الخمسة بتاريخ 1 أبريل، 1865، ومعركة بطرسبرغ الثالثة، سميت غالبًا «اختراق بطرسبرغ» في 2 أبريل، 1865، كل من بطرسبرغ وريتشموند لخطر الاستيلاء الوشيك عليها. أمر لي بإخلاء القوات الكونفدرالية من كل من بطرسبرغ وريتشموند في ليلة 2-3 أبريل قبل أن يتمكن جيش غرانت من عرقلة أي محاولة للهروب. فر قادة الحكومة الكونفدرالية من ريتشموند في تلك الليلة أيضًا.
سار الكونفدراليون غربًا متجهين إلى لينشبورغ، فيرجينيا، كبديل لهم. خطط لي لإعادة تزويد جيشه في واحدة من تلك المدن وسار إلى الجنوب الغربي إلى كارولينا الشمالية حيث استطاع توحيد جيشه مع الجيش الكونفدرالي بقيادة الجنرال جوزيف إي.جونستون. تعقب جيش الاتحاد التابع لغرانت حلفاء لي الهاربين بلا هوادة. خلال الأسبوع التالي، خاضت قوات الاتحاد سلسلة من المعارك مع الوحدات الكونفدرالية، وقطعت أو دمرت الإمدادات الكونفدرالية وعطلت طريقها إلى الجنوب والغرب في نهاية المطاف. بتاريخ 6 أبريل، 1865، تعرض الجيش الفيدرالي لهزائم كبيرة في معركة سيلورز كريك في ولاية فيرجينيا، حيث فقد نحو7700 رجل إما قتلوا أو أسروا، ولم يعرف عدد الجرحى. رغم ذلك، استمر لي في نقل بقية جيشه المنكوب إلى الغرب. سرعان ما حوصر، وعانى من نقص في الغذاء والإمدادات وقل عدده، سلم لي جيش فيرجينيا الشمالية لغرانت بتاريخ 6 أبريل، 1865، في مبنى محكمة أبوتوماكس في فيرجينيا.

## خلفية

### الوضع العسكري
بعد الحملة البرية، في الفترة بين 15-18 يونيو، 1864، فشل اثنان من فيالق جيش الاتحاد في انتزاع بطرسبرغ من قوة صغيرة من المدافعين الكونفدراليين في معركة بطرسبرغ الثانية، المعروفة أيضًا بهجوم غرانت الأول على بطرسبرغ. بحلول شهر يونيو، عزز جيش فيرجينيا الشمالية المدافعين الكونفدراليين، وأنهوا بذلك احتمالية فوز جيش الاتحاد السريع. تمكنت قوات جيش الاتحاد من تقييد معظم جيش فرجينيا الشمالية في بداية الحملة في خنادقهم وحصونهم الممتدة من شمال غرب ريتشموند إلى جنوب غرب بطرسبرغ لكنه لم يكن قويًا وكبيرًا بما يكفي لمحاصرة الجيش الكونفدرالي أو لقطع جميع طرق الإمدادات إلى بطرسبرغ وريتشموند أو تحويل الجيش الكونفدرالي بعيدًا عن دفاعاته. كان الجيش الكونفدرالي الأصغر قويًا بما يكفي للحفاظ على دفاعاته فرز بعض الوحدات من أجل العمليات المستقلة ولكن ليس كبيرًا بما يكفي لإرسال جيش ميداني لخوض معركة كبرى مع قوات التحالف التي قد تجبر على التراجع.

### خطة غرانت
كانت خطة غرانت تتمثل بتدمير أو قطع مصادر وخطوط الإمداد لبطرسبرغ وريتشموند، مما قد يؤدي أيضًا إلى التوسع إلى نقطة ضعف الخطوط الدفاعية للقوة الكونفدرالية المتناقصة والمتضعضعة. شن غرانت خمس هجمات أخرى على بطرسبرغ من أجل تحقيق هذه الأهداف خلال الأشهر المتبقية من عام 1864، وأخرى في شهر فبراير عام 1865، واثنتان أخريان في نهاية مارس وبداية أبريل من عام 1865. وسع غرانت، خلال خريف عام 1864 والشتاء بين عامي 1864-1865، خط جيش الاتحاد جنوب بطرسبرغ إلى الغرب. وسع لي الخط الكونفدرالي ليتناسب مع حركات جيش الاتحاد، لكن المدافعين كانوا يضعفون بشكل متزايد.

### معركة هاتشرز ران
أرسل غرانت بتاريخ 5 فبراير، 1865، قوة كبيرة من سلاح الفرسان والفيلق في (الفيلق الخامس) من المشاة باتجاه بناء محكمة دينويدي ومحطة ستوني كريك لقطع طريق إمداد بويدتون بلانك التابع للكونفدرالية والاستيلاء على عدد كبير من العربات التي تحمل إمدادات والتي يرد خبر أنها موجودة على الطريق. لم تحقق الغارة على طريق الإمداد والإمدادات الكثير لأنه لم يوجد على الطريق سوى 18 عربة فقط. وكانت إحدى النتائج المهمة للهجمة هي توسيع خط جيش الاتحاد أربعة أميال (6.4 كم) إلى الغرب من فورت سامبسون إلى تقاطع فوغان رود في هاتشرز ران، واستولوا على اثنين من معابر الطرق الرئيسية بالقرب من مصنع ارمسترونغ. أدى عمل الفيلق الثاني، الذي سرعان ما انضم إليه الفيلق الخامس، المتمثل بالتحرك لحماية قواتهم المهاجمة والدفاع عن مواقعهم المتقدمة إلى تمديد الخطوط. استمر القتال في طقس سيء بتاريخ 6 فبراير و7 فبراير، والذي بنت بعده قوات الاتحاد خنادق وتحصينات للحفاظ على الخط الممتد. كانت حركة الكونفدراليين متناسبة مع حركات جيش الاتحاد من خلال تمديد خط طريق بويدتون بلانك رود الخاص بهم إلى الجنوب وخط طريق البلوط الأبيض إلى الغرب. ومع الإضافات امتدت خطوط الجيوش إلى جنوب بطرسبرغ بمقدار 15 ميلًا (24 كم) من نهر أبوماتوكس إلى هاتشرز ران.